# Starý Hrádok
Starý Hrádok es un municipio del distrito de Levice en la región de Nitra, Eslovaquia, con una población estimada a final del año 2024 de 233 habitantes.
Se encuentra ubicado al este de la región, cerca de los ríos Ipoly y Hron (ambos, afluentes izquierdos del Danubio) y de la frontera con la región de Banská Bystrica.

## Demografía
| Año        | 1994 | 2004    | 2014    | 2024     |
| ---------- | ---- | ------- | ------- | -------- |
| Población  | 183  | 174     | 187     | 233      |
| Diferencia |      | −4,91 % | +7,47 % | +24,59 % |

| Año        | 2023 | 2024    |
| ---------- | ---- | ------- |
| Población  | 225  | 233     |
| Diferencia |      | +3,55 % |